# المذراء (حبيل جبر)

تعديل مصدري - تعديل

المذراء هي إحدى قرى عزلة حبيل جبر بمديرية حبيل جبر التابعة لمحافظة لحج، بلغ تعداد سكانها 68 نسمة حسب تعداد اليمن لعام 2004.